# East Sweden
East Sweden är ett varumärke som används för att profilera en arbetsmarknadsregion i östra Sverige med Östergötland som utgångspunkt. Under perioden 2006-2012 gick samarbetet under namnet Fjärde storstadsregionen. Sedan 2015 ansvarar Region Östergötland för arbetet i samarbete med Östergötlands kommuner, Linköpings universitet och Östsvenska handelskammaren. Inom ramen för East Sweden arbetar olika aktörer för att stärka regionens näringsliv och arbetsmarknad. Bland annat arrangeras varje år East Sweden Innovation Week. East Sweden Business Region är en gemensam plattform för näringslivsutveckling i Östergötland.